# Canal de l'Aisne à la Marne

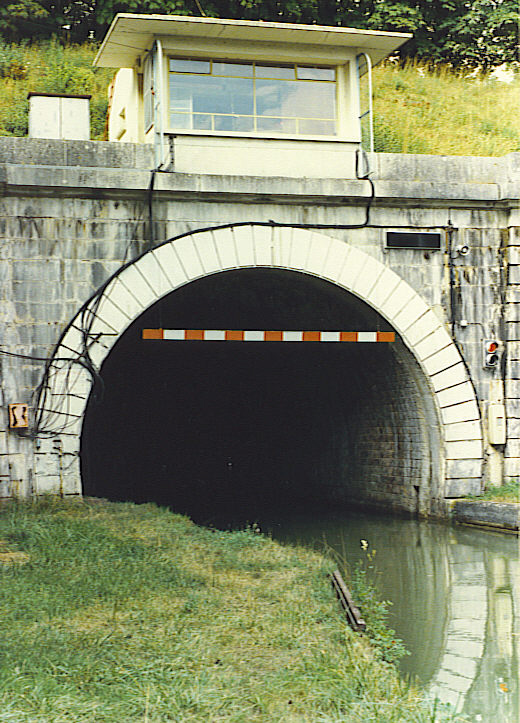
Tunnel du mont de Billy.

Le canal de l’Aisne à la Marne est un canal à bief de partage au gabarit Freycinet reliant les vallées de l'Aisne et de la Marne. Long de 58,109 km, il comporte 24 écluses (16 versant Aisne et 8 versant Marne). 
Il débute à Berry-au-Bac (Aisne) et s’achève à Condé-sur-Marne (Marne) en passant par Reims. Propriété de l'État, il est géré par Voies navigables de France.

## Caractéristiques
Le bief de partage, long de 11,903 km, passe en souterrain, par le tunnel du Mont de Billy, à un seul sens de circulation, sur une longueur de 2 302 m sous le Mont de Billy.
Il est alimenté par des prises d'eau dans la rivière la Vesle sur son versant Aisne et par un pompage en Marne à Condé-sur-Marne.
- altitude à Berry-au-Bac : 56,50 m
- altitude à Condé-sur-Marne : 77,70 m
- altitude du bief de partage : 99,59 m
- chute moyenne des écluses : 2,60 m
- versant Aisne : 40 m
- versant Marne : 23,8 m
- plus haute chute : écluse de Sillery no 13 : 3,50 m

## Historique
Commencé en 1841 et achevé en 1866, le canal a été entièrement reconstruit après les destructions de la Première Guerre mondiale, au cours de laquelle le tunnel du Mont de Billy servit d'abri à des pièces d'artillerie placées sur bateau.
| avril 1804      | (15 germinal) Le premier Consul, futur Napoléon 1er, décide au cours d'un voyage à Reims de faire construire un canal reliant Reims à l'Aisne. Les premiers projets prévoyaient de rendre navigable la rivière Vesle. |
| 15 février 1838 | Dépôt par le ministre Martin de deux projets de lois sur les canaux et les chemins de fer prévoyant la construction : - du canal de la marne au Rhin, - du canal de la Marne à l'Aisne, - du canal latéral à la Garonne, - du canal de Bordeaux à Bayonne par les Landes.                                                                           |
| 8 juillet 1838  | Vote de la loi ne retenant que les projets du : - canal de la Marne au Rhin pour un montant de 45 millions de francs, - canal latéral à la Garonne pour un montant de 40 millions de francs. |
| 8 juillet 1840  | Loi attribuant un crédit de 13 millions de francs pour la construction du canal de l'Aisne à la Marne par Reims. |
| 1841            | Commencement des travaux |
| 1842            | 3 millions de francs sont dépensés pour la construction du canal. |
| 1845            | 3 millions de francs sont dépensés pour la construction du canal. |
| 1856            | Fin de la construction du tunnel. |
| 1866            | fin du creusement du canal |
| 1875            | Construction de l'aqueduc de Condé-sur-Marne qui alimente le canal. Cet aqueduc recevait l'eau de 3 canalisations de 600 m de long alimentées par l'usine élévatrice de Condé-sur-Marne qui pompe l'eau de la Marne. Une canalisation souterraine de 10 km de long amène ensuite cette eau dans le bief de partage près de l'écluse de Vaudemanges. |

## Ports

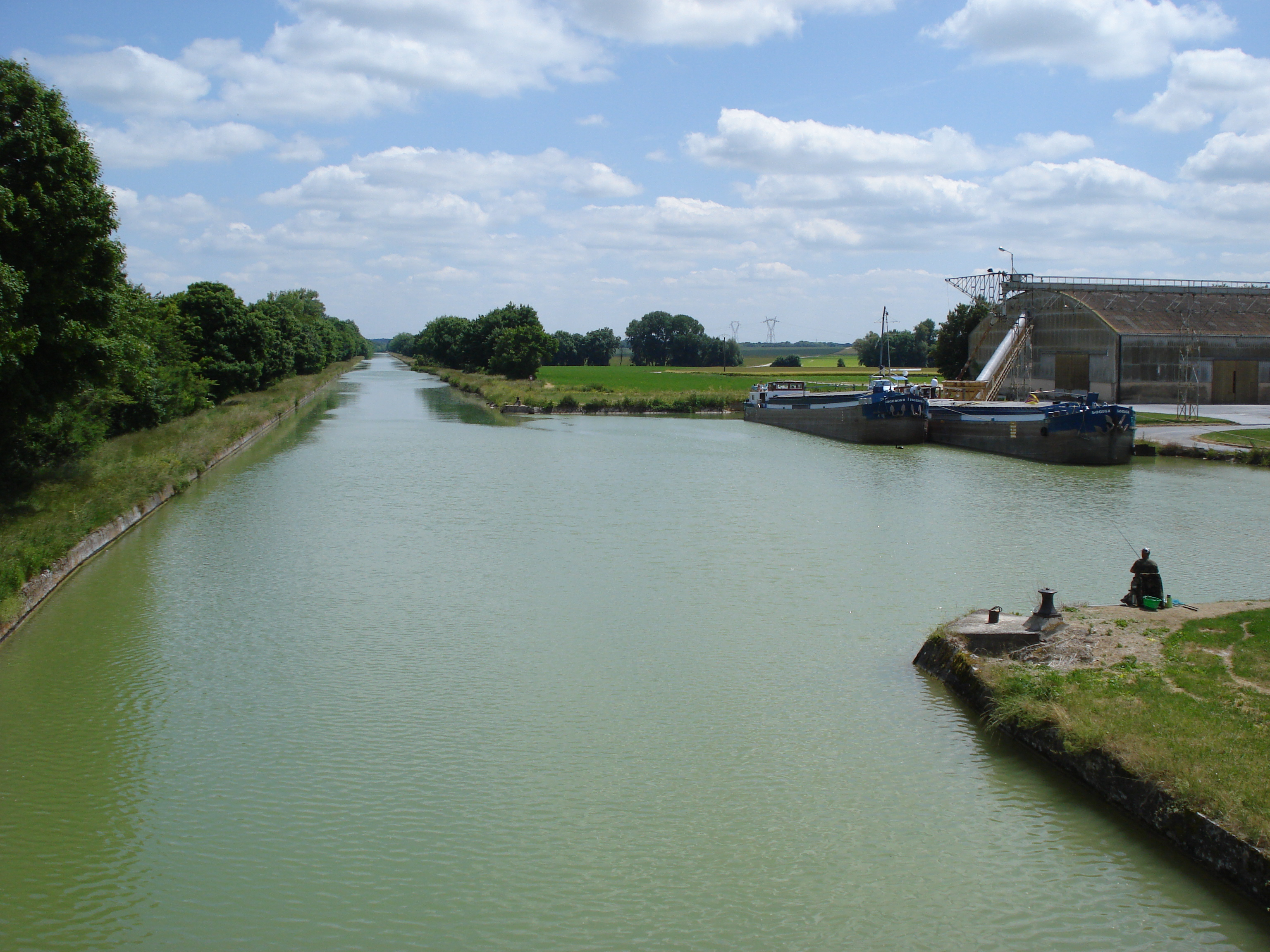
Canal de l'Aisne à la Marne à Courmelois (Val-de-Vesle),
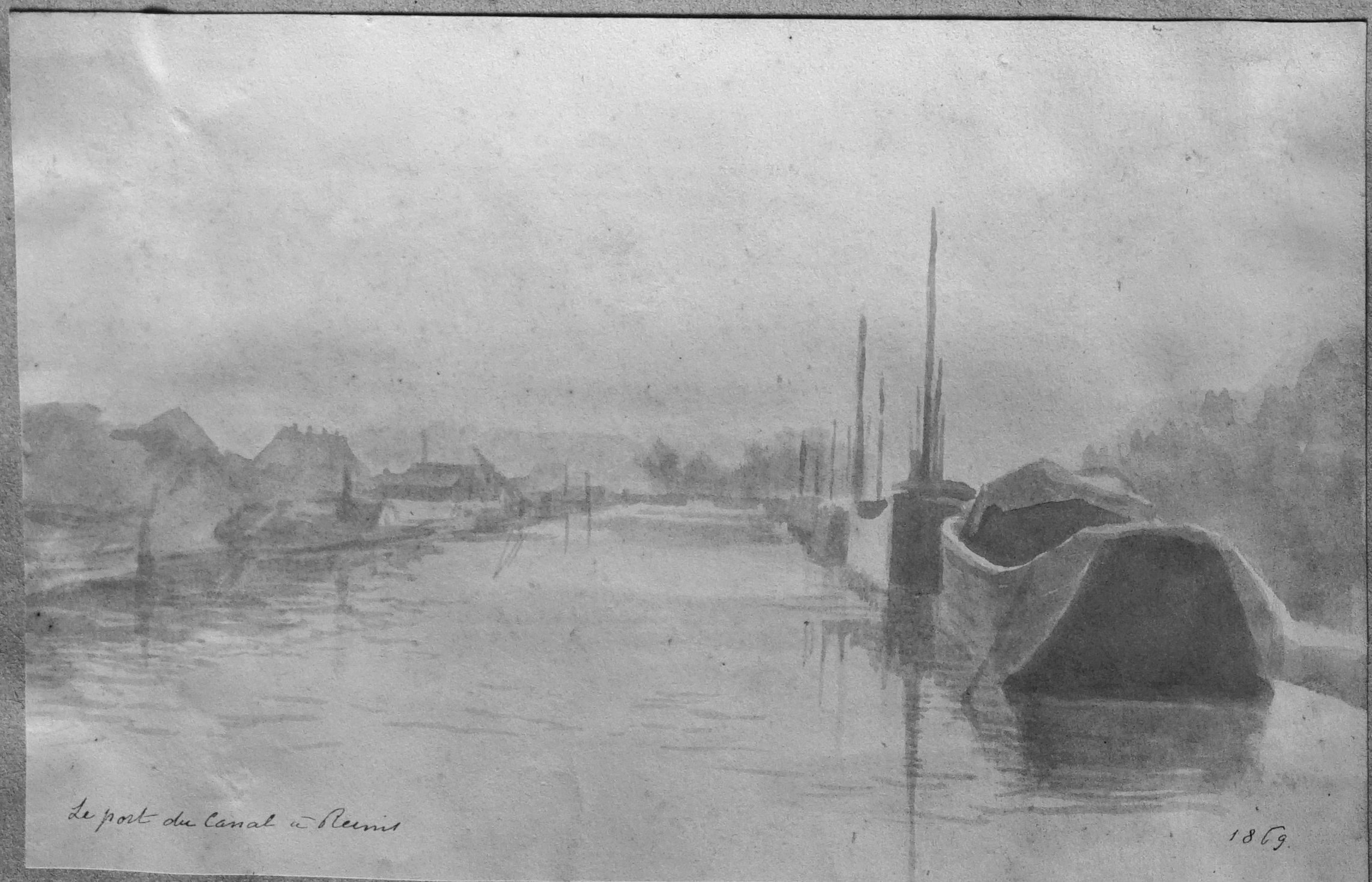
Le port de Reims en 1869, Eugène Auger, actuel port de plaisance,
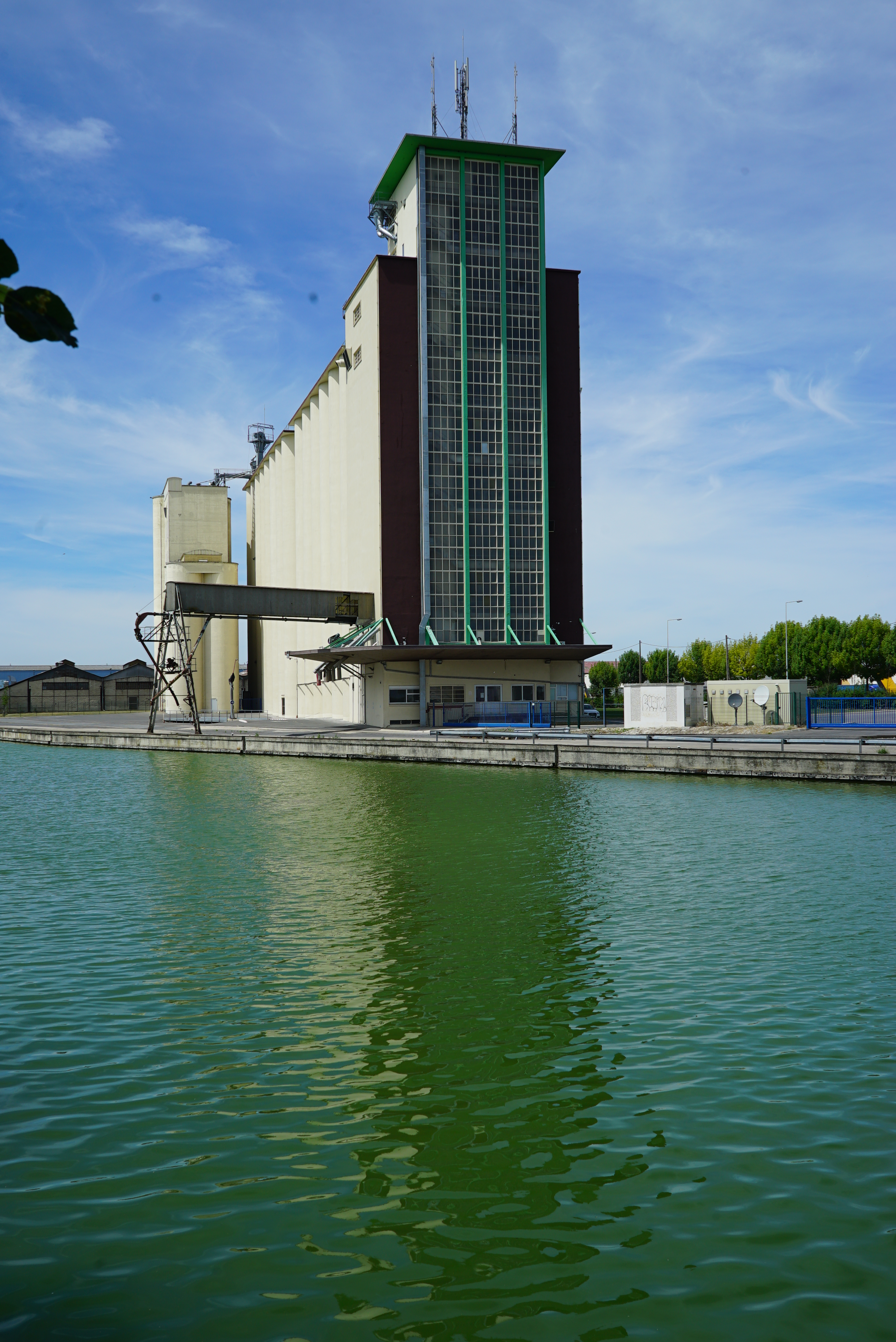
Bâtiment du port Colbert.

Ports les plus importants : Reims-Colbert, Reims-Zone industrielle Farman-Pompelle, Sillery
Ports de plaisance ou haltes :
- Halte nautique de Reims (Vieux-Port de Reims) PK 23,5, en centre-ville ;
- Port de Sillery PK 34 ;
- Port de Condé-sur-Marne PK 58 ;
- Halte de Vaudemanges ;
- Halte de Sept-Saulx ;
- Halte de Loivre.

## Aménagement
Sur les 18 km de la traversée de Reims Métropole, le chemin de halage est aménagé en piste cyclable et de promenade, La Coulée verte, équipée des bancs, de fontaines et plots d'information. La Vesle est franchie, à Sillery, par un pont-canal.

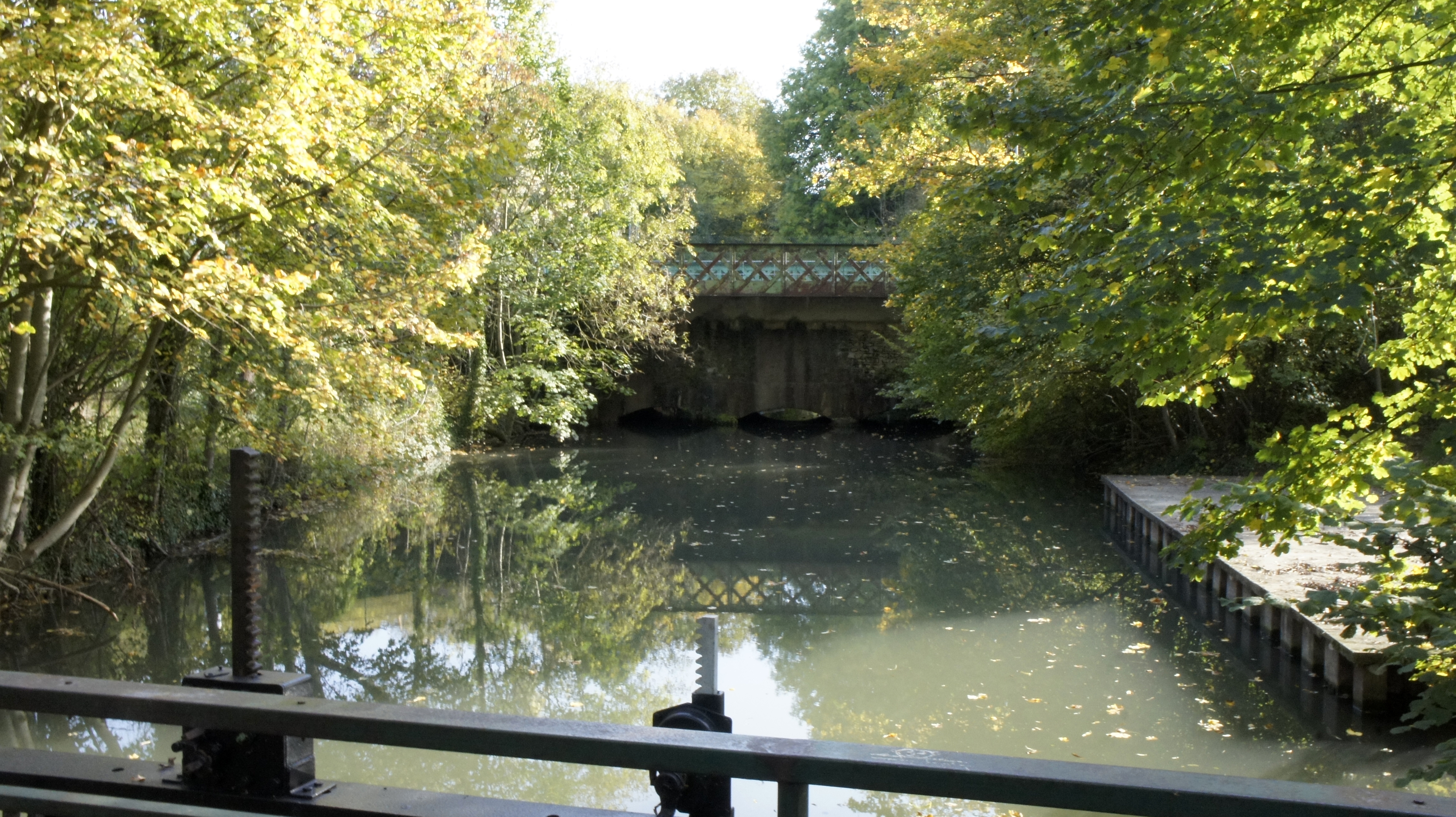
Le pont canal un jour de hautes eaux de la Vesle.

## Sources
- Guide de la navigation intérieure, Berger-Levrault/ONN, Paris, 1965
- Guide de navigation, Crown Blue Line, 1993